# 法尔卡代
法尔卡代（義大利語：Falcade），是意大利威尼托大区贝卢诺省的一个市镇。总面积53平方公里，人口2075人，人口密度39.2人/平方公里（2009年）。国家统计（ISTAT）代码为025019。

## 友好城市
- 巴西馬薩蘭杜巴 2011年